# ウォッチング日本列島
『ウォッチング日本列島』（ウォッチングにっぽんれっとう）は、1987年5月2日から1988年3月26日まで日本テレビ系列の土曜20時00分 - 20時54分（JST）に放送された、情報番組を兼ねた紀行番組である。

## 概要
地方色豊かな旅の情報をテーマ別にさぐる、日本再発見の旅の番組。

## 司会
- 石坂浩二
- 榊原郁恵
- ブライアン・ウィリアムズ

## 備考
当番組は4月に開始する予定だったが、プロ野球中継で延び延びになり、5月2日開始となった。